# آزوف‌استال
مجتمع متالورژی آزوف‌استال (اوکراینی: Mеталургійний Kомбінат Азовсталь) یکی از بزرگترین شرکت‌های نورد فولاد در اوکراین است. این شرکت سازنده آهن و فولاد در سال ۱۹۳۰ تأسیس شد.

## پیشینه

### قرن بیستم
آزوف‌استال در سال ۱۹۳۰ در ماریوپل، جمهوری شوروی سوسیالیستی اوکراین با تصمیم هیئت رئیسه شورای عالی اقتصاد ملی(اتحاد جماهیر شوروی تأسیس شد و در سال ۱۹۳۳ زمانی که کوره بلند آن اولین آهن گداخته را سرد کرد، تولید را آغاز کرد. در ژانویه ۱۹۳۵، تولید فولاد در آزوف‌استال با راه‌اندازی اولین کوره بلند روباز ۲۵۰ تنی کج در اتحاد جماهیر شوروی آغاز شد.
در جریان جنگ جهانی دوم، کار این کارخانه در سال ۱۹۴۱ زمانی که آلمان نازی ماریوپل را اشغال کرد، متوقف شد. در سپتامبر ۱۹۴۳، پس از بازپس‌گیری شهر توسط نیروهای شوروی، این کارخانه نیز بازسازی شد.

### قرن ۲۱ام
در سال ۲۰۰۵، این کارخانه ۵٫۹۰۶ میلیون تن فولاد تولید کرد.

#### اعتراضات و اصلاحات زیست‌محیطی
در نتیجه قوانین زیست‌محیطی سست و تجهیزات «کاملاً منسوخ» مورد استفاده توسط آزوف‌استال و سایر کارخانه‌های متعلق به متین‌وست در این شهر، ماریوپل تبدیل به شهری شد که نشنال جئوگرافیک آن را «یکی از آلوده‌ترین شهرها» در اوکراین توصیف کرد. در سال‌های ۲۰۱۸ و ۲۰۱۹، ساکنان ماریوپل برای درخواست اصلاحات در خیابان‌ها تظاهرات کردند.

#### تهاجم سال ۲۰۲۲ روسیه به اوکراین
در مارس ۲۰۲۲، در جریان محاصره ماریوپل توسط روسیه، این کارخانه به شدت آسیب دید، به طوری که سرهی تاروتا، عضو پارلمان اوکراین، اظهار داشت که نیروهای روسی «عملاً کارخانه را تخریب کرده‌اند».
در ۱۶ آوریل، کارخانه آهن و فولاد آزوف‌استال تبدیل به آخرین سنگر مقامت سازمان یافته نیروهای اوکراینی محاصره‌شده در ماریوپل شد. نیروهای روسی تا ساعت ۶ صبح به وقت مسکو در ۱۷ آوریل به مدافعان فرصت دادند تا خود را تسلیم کنند. روسیه مدعی شد که اگر مدافعان اوکراینی سلاح‌های خود را بر زمین بگذارند، جان آنها را تضمین می‌کنند. نیروهای اوکراینی حاضر به تسلیم نشدند و بخش‌هایی از کارخانه تحت کنترل آنها باقی ماند.
وزارت دفاع روسیه ضرب‌الاجل دومی را برای نیروهای اوکراینی صادر کرد که «بدون استثنا، هرگونه سلاح و مهمات» را بین ساعت ۱۱ صبح تا ۱ بعد از ظهر به وقت گرینویچ در ۱۹ آوریل بر زمین گذاشته و عقب‌نشینی کنند. این ضرب‌الاجل نیز از سوی نیروهای اوکراینی نادیده گرفته شدند.

## تولید
تولیدات این کارخانه شامل کک، یک آگلومراسیون، کوره‌های بلند شش‌انفجاری و یک مجتمع فولادسازی بود.

## مدیریت
کارخانه آهن و فولاد آزوف‌استال به عنوان یکی از شرکت‌های تابعه مت‌اینوست اداره می‌شد و اکنون به عنوان یک شرکت تابعه هلدینگ مت‌اینوست یکی از شرکت‌های تابعه مت‌اینوست فعالیت می‌کند.